# Linea 11
| Ein Zug im Bahnhof Piscinola |                      |                                             |                                             |
| |                      |                                             |                                             |
| Streckenlänge: | 10,5 km              |                                             |                                             |
| Spurweite: | 1435 mm (Normalspur) |                                             |                                             |
| Stromsystem: | 1,5 kV =             |                                             |                                             |
| Zweigleisigkeit: | ja                   |                                             |                                             |
| |                      |                                             |                                             |
| \| \| \| Verlängerung zur U-Bahn-Linie 1 (im Bau) \| \| \| \| Piscinola (U-Bahn-Linie 1) \| \| \| \| Mugnano \| \| \| \| Melito (im Bau) \| \| \| \| Giugliano \| \| \| \| Aversa Ippodromo \| \| \| \| Aversa Centro \| \| \| \| nach Santa Maria Capua Vetere (unvollendet) \| |                      |                                             |                                             |
| U-Bahn-Strecke (außer Betrieb) (im Tunnel) |                      | Verlängerung zur U-Bahn-Linie 1 (im Bau)    | Verlängerung zur U-Bahn-Linie 1 (im Bau)    |
| U-Bahn-Kopfbahnhof Strecke bis hier außer Betrieb (im Tunnel) |                      | Piscinola (U-Bahn-Linie 1)                  | Piscinola (U-Bahn-Linie 1)                  |
| U-Bahn-Haltepunkt / Haltestelle (im Tunnel) |                      | Mugnano                                     | Mugnano                                     |
| ehemaliger U-Bahn-Haltepunkt / Haltestelle (im Tunnel) |                      | Melito (im Bau)                             | Melito (im Bau)                             |
| U-Bahn-Haltepunkt / Haltestelle (im Tunnel) |                      | Giugliano                                   | Giugliano                                   |
| U-Bahn-Haltepunkt / Haltestelle (im Tunnel) |                      | Aversa Ippodromo                            | Aversa Ippodromo                            |
| U-Bahn-Kopfbahnhof Strecke ab hier außer Betrieb (im Tunnel) |                      | Aversa Centro                               | Aversa Centro                               |
| U-Bahn-Strecke (außer Betrieb) (im Tunnel) |                      | nach Santa Maria Capua Vetere (unvollendet) | nach Santa Maria Capua Vetere (unvollendet) |

Die Linea 11 oder Linea Arcobaleno („Regenbogen-Linie“, wegen des Farbenkonzepts der Bahnhöfe) ist eine Linie der U-Bahn Neapel.
Anders als die Linien 1 und 6, verkehrt die Linie 11 im nördlichen Ballungsraum der süditalienischen Großstadt, sie gehört zur Region Kampanien und wird von der regionalen Verkehrsgesellschaft EAV betrieben.

## Geschichte
Die unterirdische Bahnstrecke geht auf die schmalspurigen Alifanabahn zurück, die 1976 geschlossen wurde und durch die heutige normalspurige U-Bahn ersetzt wurde. Die Linie wurde 2005 bis Mugnano und 2009 bis Aversa Centro eröffnet. Betreiber war am Anfang MetroCampania NordEst, der von EAV übernommen wurde.

## Züge
Auf der Strecke verkehren Elektrotriebzüge der Reihe MA.100, die vormals auf der Linie A der U-Bahn Rom benutzt wurden. Die Züge verkehrten anfangs im 10- bzw. 15-Minuten-Takt. Ab dem 2. Juli 2013 war die Linie für einige Zeit wegen Fahrzeugmangel ganz außer Betrieb, obwohl die Bahn elf Züge besitzt.
Seit 2023 werden zehn Sechswagenzüge von CAF ausgeliefert. Diese Züge haben vier Türen pro Wagen und Seite und können maximal 918 Fahrgäste befördern.

## Verkehr
2018 verkehrten die Züge nur noch im 15-Minuten-Takt im Berufsverkehr und ansonsten im 30-Minuten-Takt. Im Regelverkehr genügt ein Zug, der die Strecke in 12 Minuten bewältigt, im Berufsverkehr ist ein zweiter Zug im Einsatz.